# 1319 w polityce

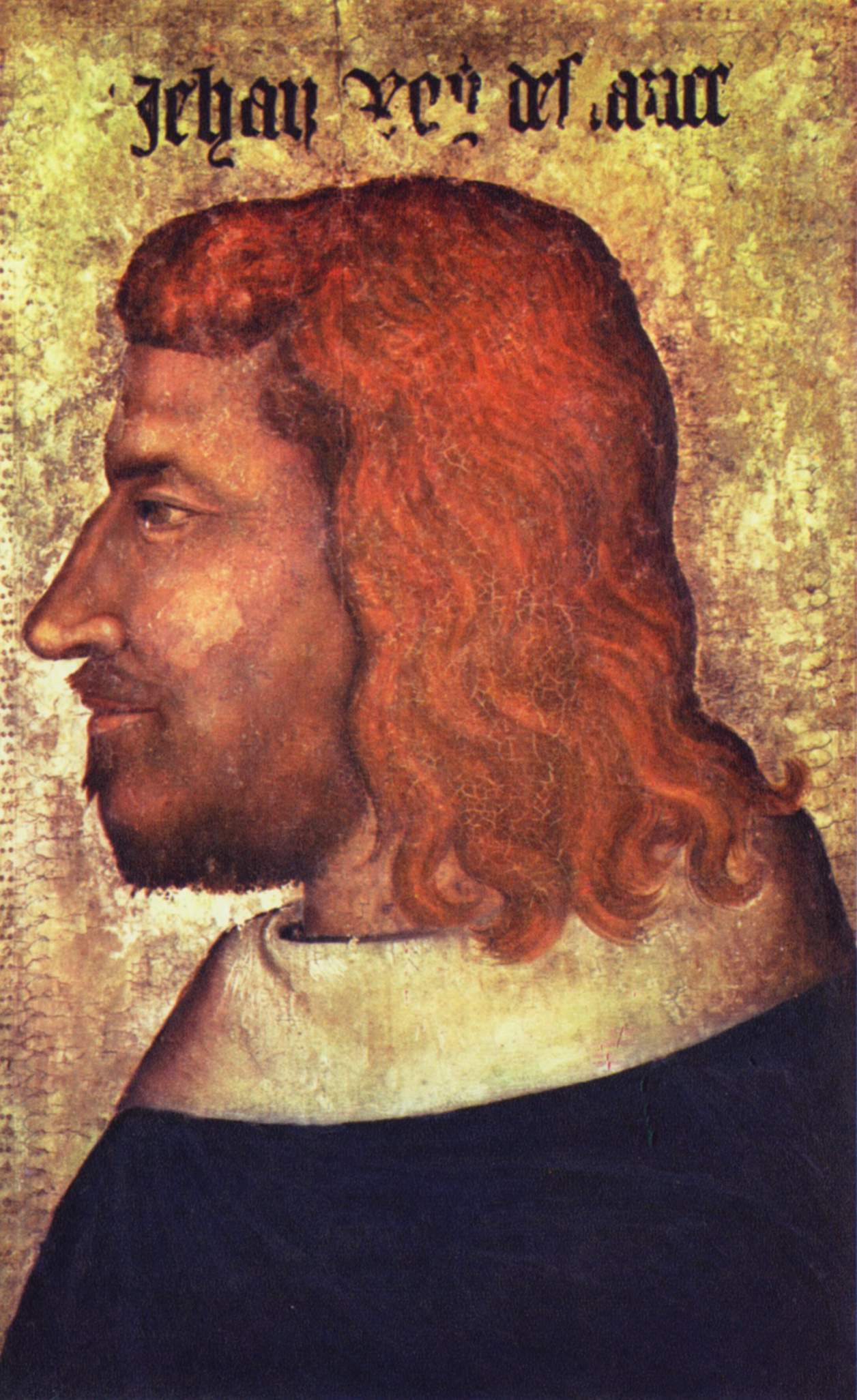
Jan II Dobry, król Francji

Wydarzenia polityczne w 1319 roku.

## Wydarzenia
- 23 lipca Joannici pod dowództwem wielkiego komandora Albrechta von Schwarzburg wygrywają bitwę morską pod Chios[1].
- Zjazd w Żarnowie, gdzie omawiano kwestię koronacji Władysława Łokietka[2].

## Urodzili się
- 16 kwietnia Jan II Dobry, król Francji[3][4].

## Zmarli
- Haakon V Długonogi, król Norwegii[5].